# Sacrificio humano del 5 de junio de 1960 en Chile
Un sacrificio humano se llevó a cabo el 5 de junio de 1960 en la localidad de Collileufú, en la costa cercana de Puerto Saavedra, Región de La Araucanía (Chile). Es una de las últimas ceremonias de este tipo documentadas.
Ocurrió durante el periodo de las fuertes réplicas y maremotos tras el terremoto de Valdivia (magnitud 9,5 en la escala de Richter, el más potente registrado instrumentalmente en la historia de la humanidad), cuando la machi Juana Namuncura Añén llevó a cabo el sacrificio del niño José Luis Painecur Painecur con el objetivo de calmar la naturaleza. El menor fue arrojado al mar desde un precipicio llamado cerro La Mesa y su cuerpo nunca fue encontrado.
Tras investigar por dos años y procesar a los involucrados en el hecho, la justicia chilena decidió absolverlos dado el contexto sin precedentes, dictaminando que los involucrados habían actuado en el marco de una usanza indígena ancestral y motivados por el miedo a los fenómenos de la naturaleza, creyendo que los desastres naturales ocurridos eran obra de la ira de una entidad superior.

## Contexto

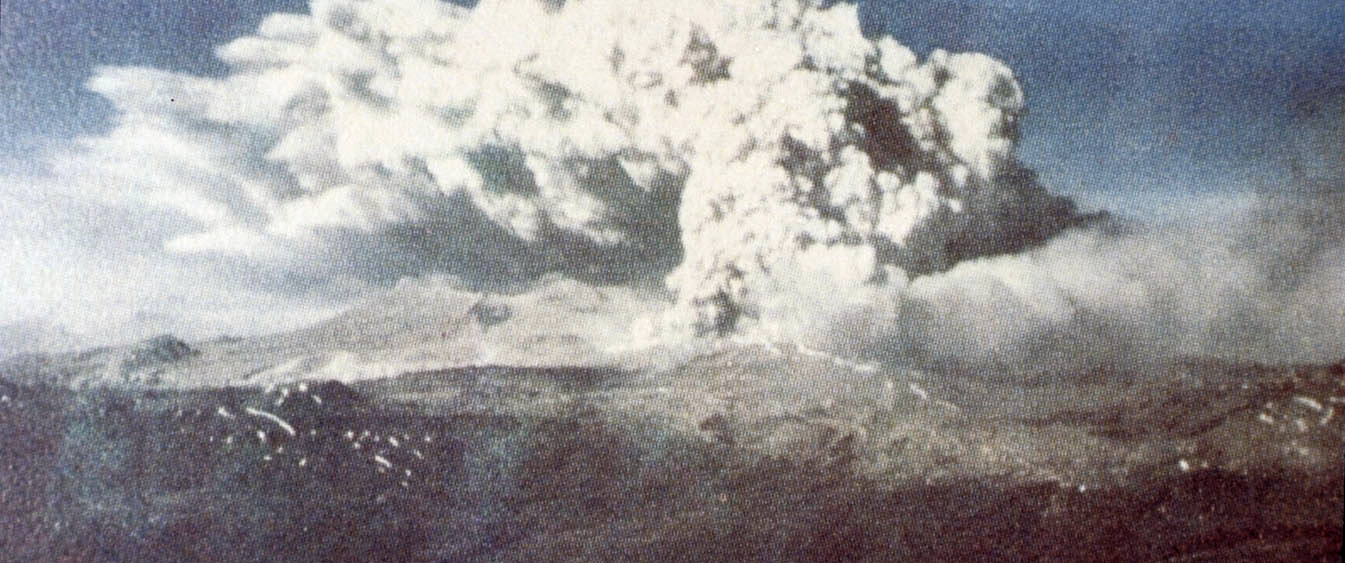
Erupciones volcánicas siguieron al gran terremoto

La zona entonces estaba en proceso de chilenización, con altos índices históricos de analfabetismo y pobreza extrema, además de un rezago en los indicadores económicos por la lenta recuperación de la región producto de los efectos de la Gran Depresión en Chile.
El Estado de Chile no podía cubrir todavía las necesidades de educación ni de salubridad pública del pueblo mapuche. En muchas localidades de la región, la educación y la salud fueron asumidas en un comienzo por la Iglesia católica y sus misiones para luego ser desarrolladas por los colonos europeos, quienes iniciaron una labor con la educación laica y protestante, como también del desarrollo de la medicina convencional con el arribo de profesionales de la salud desde Europa. Por otra parte, el poder de las machi como meicas (médicas) y chamanes aún era fuerte, y ejercían una influencia importante a nivel social de la opinión pública local. Ellas aplicaban su conocimiento de la medicina ancestral mapuche, que mezclaba elementos de la herbolaria tradicional con rituales propios de la religión mapuche.
El terremoto de Valdivia de 1960 fue el mayor cataclismo documentado de la era moderna. Literalmente cambió la geografía del país: pueblos completos fueron destruidos hasta los cimientos, y miles de viviendas fueron destrozadas tanto por el terremoto como por el posterior maremoto. Los terremotos siempre generan en los días posteriores decenas de réplicas, algunas bastante fuertes, y este no fue la excepción. Dos días después del terremoto, el volcán Puyehue entró en erupción. La gente damnificada vivió en continuo terror durante esas horas y los días posteriores.

## El sacrificio
La machi (chamán del pueblo mapuche) Juana Namuncura Añén planteó a la comunidad el sacrificio humano como forma de calmar al mar tras el violento maremoto y se procedió a la ceremonia. La machi afirmó que, a través de un sueño, había recibido el mensaje de que se debía realizar esta acción de restablecimiento del equilibrio del mundo mapuche como un principio de reciprocidad con la naturaleza. Durante los interrogatorios de la justicia ella declaró:

Para un gran mal se emplea un remedio muy grande. ¡Animales son muy poca cosa! […] Los cataclismos son penas por los pecados de la gente […] Los sacrificios de animales pueden aliviar los terremotos […], pero ahora los pecados son demasiado grandes para pagarlos con sacrificios normales.
Juana Namuncura

## La investigación judicial
Veinte días después del terremoto, durante los trabajos de remoción de ruinas y reconstrucción, el profesor y dirigente indígena Heriberto Manquilef recibió la denuncia de un niño, Lorenzo Painemila Caripán, quien se le acercó para pedir ayuda por unos caballos perdidos, informándole que los ladrones se habían comido los caballos en un guillatún en el mismo acto en el que habían sacrificado a un niño. El dirigente puso la denuncia y el teniente de Carabineros Mario Urrutia Elgueta realizó la investigación. No hubo necesidad de grandes pesquisas. Los mismos indígenas relataron los detalles del ritual sin demostrar ningún arrepentimiento o duda, incluso se mostraban conformes «y hasta contentos por haber cumplido un deber».
Relataron que el día domingo 5, quince días después del primer terremoto, a eso de las siete de la tarde, mientras los hombres bailaban durante la ceremonia, la machi se sumió en un sueño inducido al parecer por el muday (alcohol de maíz) y al despertar relató que la respuesta para detener los temblores y destrucción era sacrificar a «un niño, ni pequeño ni grande, no criado por sus padres». El niño que mejor cumplía ese requisito era el nieto de Juan José Painecur Paineo. El menor, llamado José Luis Painecur Painecur, tenía 6 años, su madre trabajaba en una ciudad distante y era un niño huacho, como se le llamaba a los niños sin padre. El abuelo fue a buscarlo iniciándose la ceremonia cerca de las ocho. Según algunas versiones el menor fue despedazado y arrojado al mar, sin embargo es posible que se le haya arrojado vivo.
La prensa chilena no dudó en condenar el hecho, usando expresiones como «hechicería», «sangrienta ceremonia» o «niño muerto a golpes y abierto en canal para extraer el corazón». Durante el proceso de investigación los inculpados sufrieron la ira popular recibiendo golpizas, que requirieron la protección de la policía.

### Sentencia del caso
La justicia consideró que el sacrificio del niño había sido una práctica cultural, motivada además por una acción «sin libre voluntad [de los involucrados], impulsados por una fuerza física irresistible, de usanza ancestral», de acuerdo al artículo 10, inciso 9 del Código Penal chileno, que establece que «están exentos de responsabilidad criminal: [...] El que obra violentado por una fuerza irresistible o impulsado por un miedo insuperable».
Por esta razón, la machi fue liberada de toda responsabilidad penal, junto con las demás personas acusadas de haber participado en la ceremonia.

[...] el caso hay que situarlo en lo que los mapuches consideran que son fenómenos naturales o sobrenaturales, y cómo afectan a la vida humana. Mientras más grave sea la acción hacia el ser humano, más grande debe ser el sacrificio para restablecer el equilibrio que existía con aquellas fuerzas antes de que se produjera el fenómeno.
Aldo Vidal, antropólogo de la Universidad de La Frontera 

## En la cultura popular
- El antropólogo estadounidense Patrick Tierney investigó la historia de la machi Juana Namuncura. Logró conseguir los documentos judiciales y entrevistar a decenas de testigos, incluida la misma machi. Tierney publicó el libro The Highest Altar (El altar más alto) en idioma inglés, y fue traducido como "Un Altar en las Cumbres".
- En 2017 la compañía nacional La familiateatro estrenó la obra: Painecur, escrita y dirigida por Eduardo Luna, estrenada en noviembre en el Teatro Ictus. La obra trata de cuatro estudiantes de derecho, que deben estudiar y representar este caso como examen de graduación.[10][11][12]